# Team United Bakeries
Team United Bakeries, startad 2006, var en norsk privatfinansierad semi-professionell idrottsorganisation för grenarna mountainbike och längdskidåkning.

## Historik
Cykelsektionen bildades 2006 av Rune Høydahl som Team Høydahl. 
En skidsektion bildades sommaren 2008 på initiativ av Remi Goulignac, ägare av United Bakeries och Thomas Henriksen.
Innan säsongen 2009 tecknade cykelgruppen sponsoravtal med United Bakeries, och namnet ändrades till Team United Bakeries.

## Utövarna

### Cykel
| Nat   | Namn                  | Klubb           |
| Norge | Håkon Austad          |                 |
| Norge | Heidi Rosasen Sandstø |                 |
| Norge | Jon Kristian Svaland  | Follo SK        |
| Norge | Ole Hem               | Romeriksåsen SK |
| Norge | Rune Høydahl          | Drammen CK      |